# Extremadura
Extremadura (extremeny: Estremaúra, portuguès: Estremadura, fala de Xàlima: Estremadura) és una comunitat autònoma espanyola situada a l'oest de l'estat espanyol, entre els 37° 57′ N i els 40° 29′ N de latitud i entre els 4° 39′ O i els 7° 33′ O de longitud. Extremadura limita al nord amb Castella i Lleó (províncies de Salamanca i Àvila); al sud, amb Andalusia (províncies de Huelva, Sevilla, i Còrdova); a l'est, amb Castella - la Manxa (províncies de província de Toledo i Ciudad Real); i a l'oest, amb Portugal.
Es divideix en dues províncies: Càceres (al nord) i Badajoz (al sud). La capital és Mèrida. La seva superfície és de 41.633 quilòmetres quadrats i la seva població és d'1.108.130 habitants. La densitat de població és de 26,62 habitants/km², una de les més baixes d'Espanya.
El gentilici d'Extremadura és extremenc o extremeny (castellanisme).

## Orígens del nom
Sobre els orígens del nom d'Extremadura hi ha diverses hipòtesis. Les dues principals són: 
- que el nom d'Extremadura es deriva del llatí Extrema Dorii, "Extrems del Duero", amb el qual es designaven els territoris situats al sud de la conca del riu Duero, i els seus afluents; o segons altres hipòtesis
- el vocable Extremadura s'emprava durant la Reconquesta per a denominar a la terres situades en la frontera dels regnes de Lleó, Portugal i Castella amb els regnes de Badajoz, Lisboa i Toledo. A mesura que s'avançava cap al sud en la Reconquesta, les noves terres conquerides eren denominades amb el nom d'Extremadura, de fet, van anomenar així territoris situats en les actuals províncies de Sòria, Àvila i Salamanca quan aquestes eren el límit sud de les terres reconquerides, fins en acabar la conquesta de l'actual Extremadura.

## Geografia
La comunitat és situada al centre-oest d'Espanya, al centre de la península Ibèrica. El relleu de les terres extremenyes es distribueix en quatre àrees:
- les serres del sud del Sistema Central, amb el punt més alt a Calvitero,
- els Montes de Toledo i la regió més occidental de la Sierra Morena,
- les planes i hortes dels rius Tajo i Guadiana, i
- les planes de la Baixa Extremadura.

El clima normalment és mediterrani continental, amb hiverns càlids atesa la proximitat de l'oceà Atlàntic i el corrent del Golf. Les precipitacions són molt escasses, no més de 500 mm per any i generalment a la tardor i l'hivern. Els estius són molt calorosos, amb temperatures superiors als 30 °C.

## Història

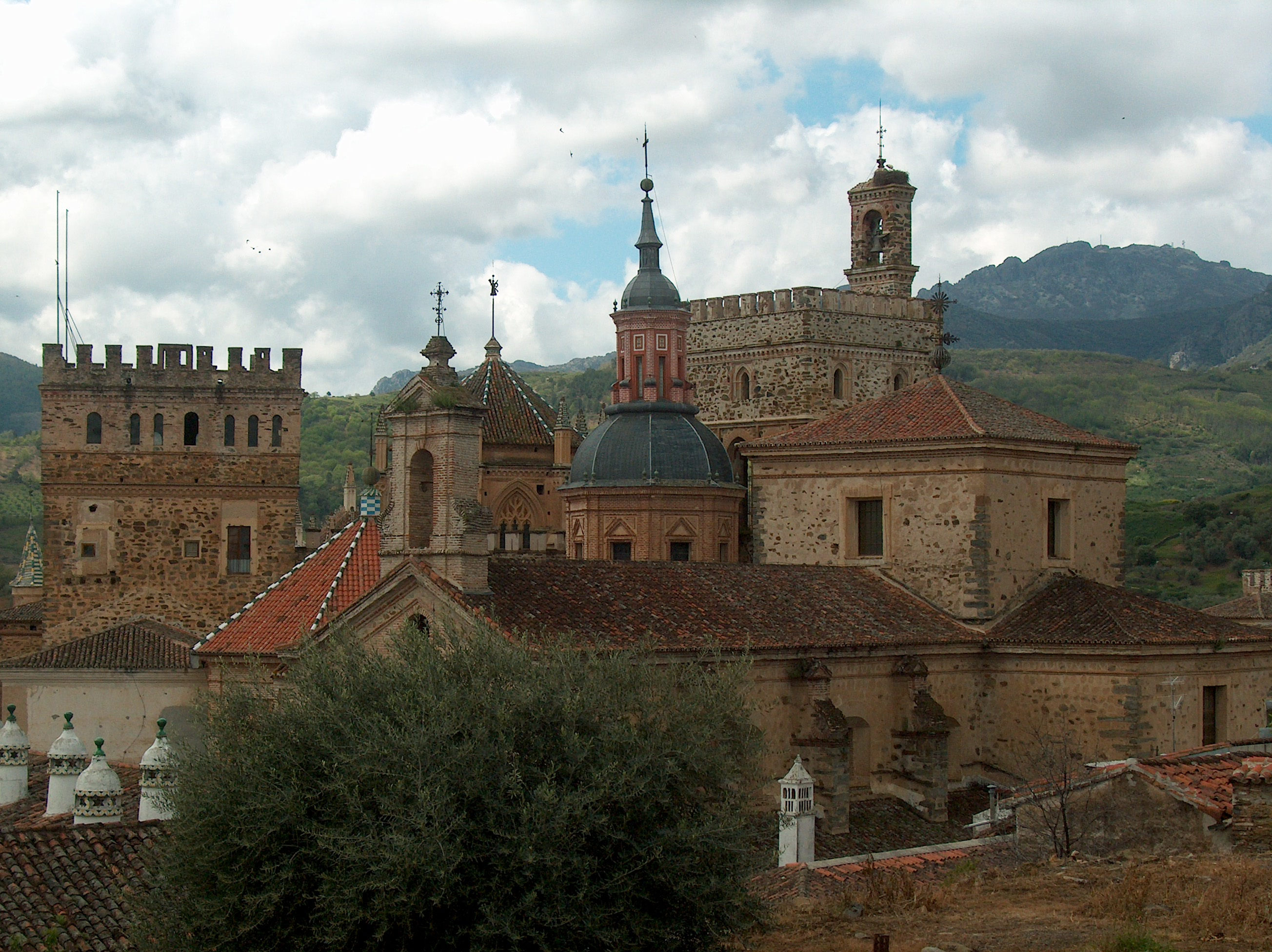
Monestir de Guadalupe

Alguns dels pobles preromans que habitaren Extremadura són els vetons, a les províncies actuals de Càceres i Badajoz, a més d'Ávila i Toledo. Els lusitans habitaven gairebé tota l'actual Extremadura i el centre de Portugal. A prop del Guadalquivir vivien els beturis, principalment urbans i que no van oferir resistència a les tropes romanes quan hi arribaren.
La província romana de Lusitània, incloïa els territoris del sud de l'actual Portugal i del centre-oest de l'actual Espanya, i per tant, els territoris de l'actual Extremadura. La capital n'era Mèrida (capital actual de la comunitat autònoma), batejada amb el nom d'Emerita Augusta, una de les ciutats més importants de l'Imperi Romà.
El segle iii van començar les invasions de bandes germàniques de bàrbars que saquejaren la província, per la qual cosa, es van fortificar les ciutats, i les muralles d'aleshores encara sobreviuen a Mèrida, Coria i Càceres. El segle v, tanmateix, la majoria de les ciutats van ser abandonades després de la invasió dels alans i els sueus. Poc després començaria l'època visigoda.
Amb la conquesta musulmana de la península Ibèrica, el territori d'Extremadura va quedar integrat a Al-Àndalus. El 1009 es va crear el Taifa de Badajoz, una de les taifes més extenses i poderoses de la península, amb una extensió molt superior a l'àrea actual de la regió extremenya. Encara sobreviuen moltes restes arqueològiques d'aquesta època com ara l'Alcassaba de Mèrida, l'Aljub de Càceres, el castell de Trujillo i la fortalesa d'Alange. La Reconquesta cristiana d'Extremadura va ser duta a terme principalment pel Regne de Lleó, en la seva segona etapa com a regne independent (1072-1230).

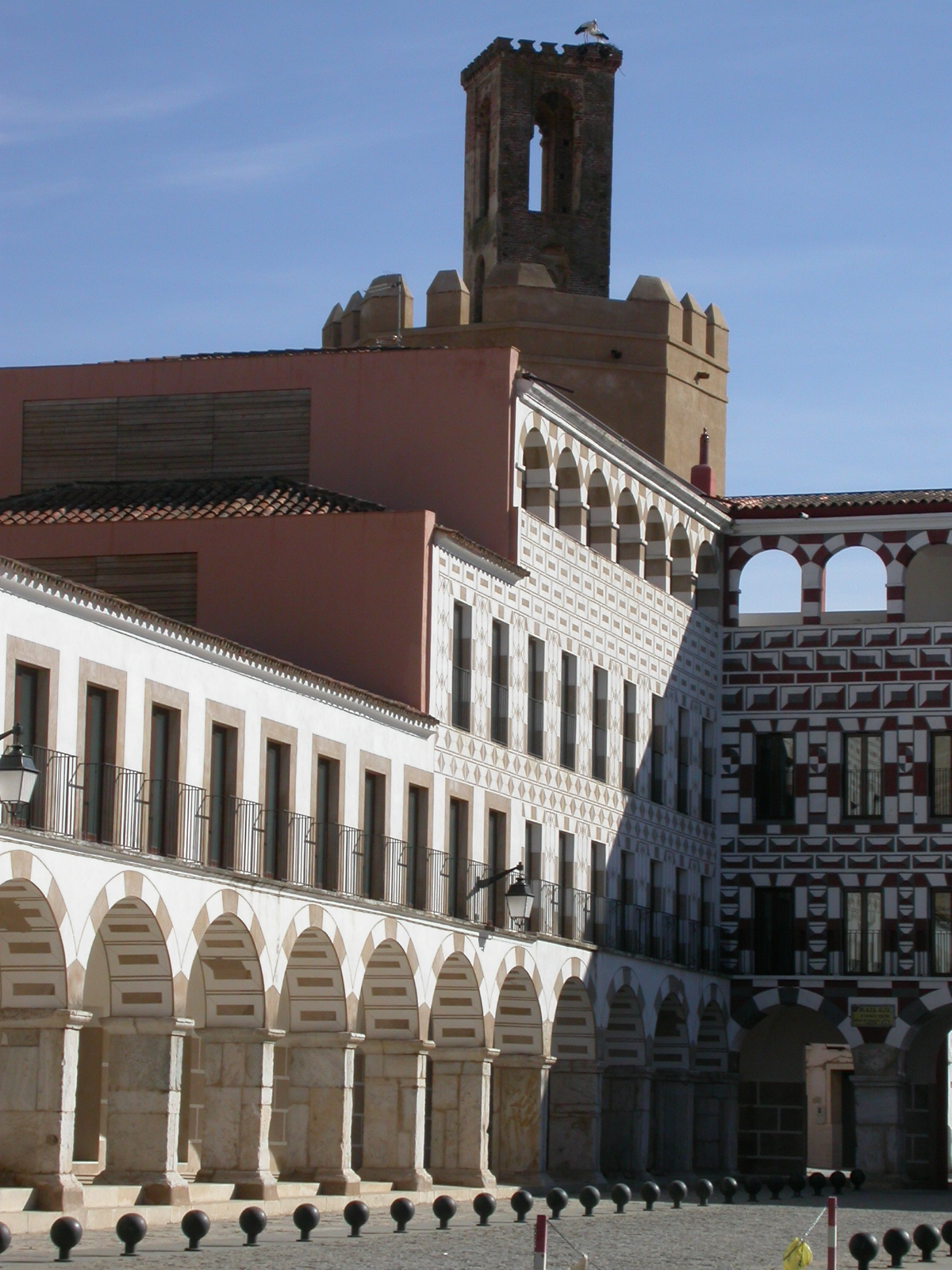
Plaça Badajoz

Amb la fi de la Reconquesta i el descobriment d'Amèrica, es va produir una immigració massiva d'extremenys a Amèrica. Destaquen, per exemple, Hernán Cortés, conqueridor del territori actual de Mèxic, Francisco Pizarro, conqueridor dels territoris del Perú, i Pedro de Valdivia, conqueridor de Xile. El culte a la verge de Guadalupe, molt important a Mèxic, es va originar a Extremadura.
Durant la guerra d'Independència espanyola, es va formar la Junta d'Extremadura, per a organitzar des de la descentralització la defensa del territori. Tanmateix, en restaurar-se el règim liberal, Extremadura va ser dividia en dos: l'Alta Extremadura i la Baixa Extremadura, que el 1822 van ser conegudes com les províncies de Càceres i Badajoz.
El 13 de juliol, 1931 es va celebrar a Badajoz una reunió de l'Associació de Premsa, convidant a les entitats econòmiques i culturals demanant-los cooperació per a redactar les bases d'un projecte d'estatut regional. El 27 de juliol del mateix any es va convocar una altra Assemblea per discutir la proposta, que no va prosperar. El 1936 a Càceres, es va plantejar el tema de l'Estatut d'Autonomia per a la regió extremenya. El 15 de juliol ja s'havia redactat el document i es va traslladar al Congrés dels Diputats d'Espanya perquè fos admès a discussió, com ja havien estat aprovats els Estatuts de Catalunya i Euskadi, mentre que el de Galícia encara estava en discussió. Tanmateix, l'intent de cop d'estat del 18 de juliol dels militars va acabar amb la tramitació de l'Estatut.
Ja que les províncies d'Extremadura es trobaven en una situació econòmica molt inferior a la resta de les regions d'Espanya, el 1952 es va iniciar el Pla Badajoz destinat a millorar l'agricultura amb l'electrificació, sistemes de reg, la transformació i la comercialització dels productes agraris.
Després de la transició democràtica, el 1983 les províncies de Badajoz i Càceres van redactar un Estatut d'Autonomia per a Extremadura, aprovat per les Corts el mateix any.

## Govern i administració

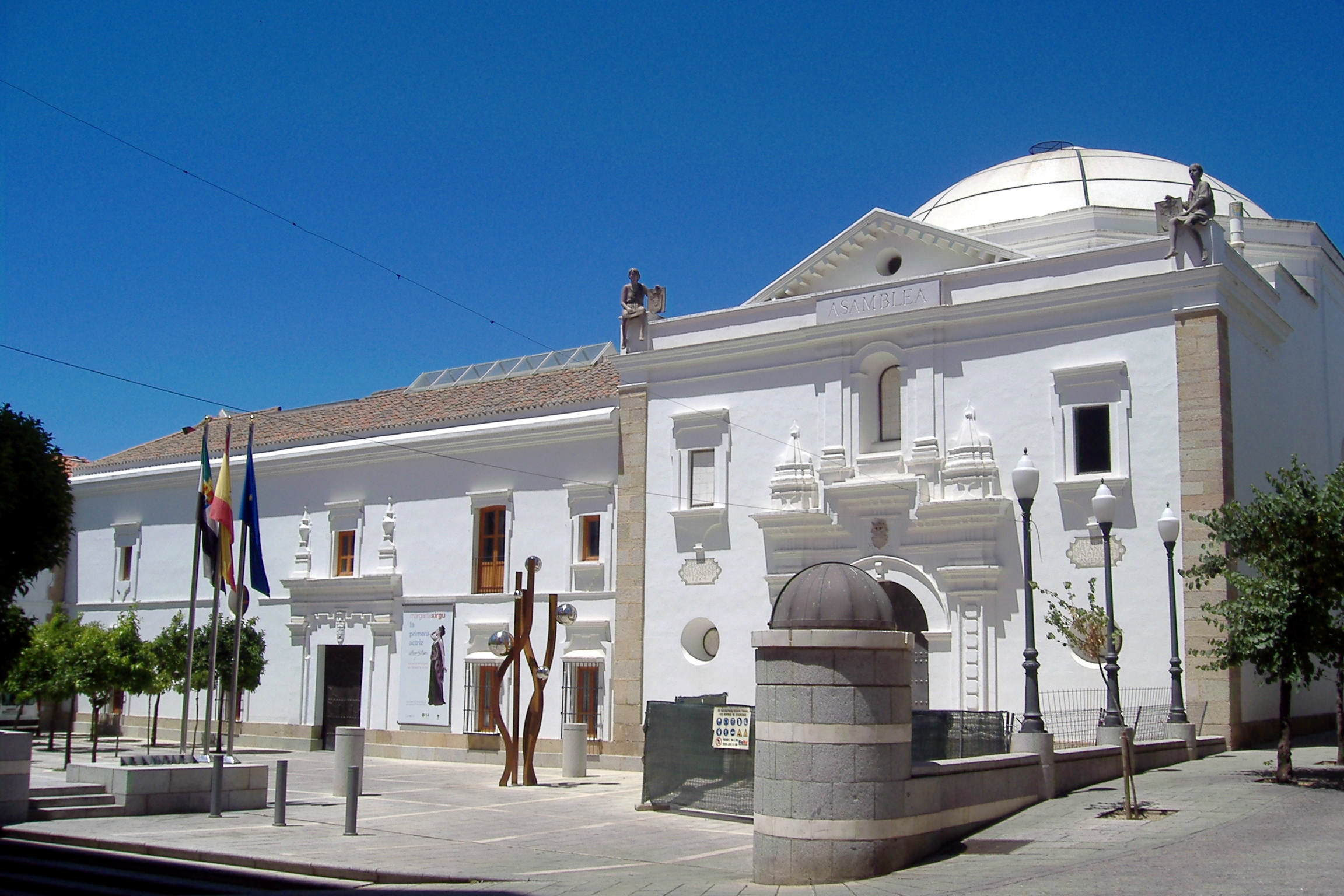
Assemblea d'Extremadura

### Poders de la Comunitat
La Comunitat Autònoma d'Extremadura exerceix els poders per mitjà de les següents institucions:
- l'Assemblea d'Extremadura: òrgan que ostenta la potestat legislativa; és la representant del poble extremeny. Els membres de l'assemblea són elegits per sufragi universal per mitjà de la representació proporcional, un màxim de 65 i per un període de 4 anys. La circumscripció electoral és la província.
- la Junta d'Extremadura: és l'òrgan col·legiat que exerceix el poder executiu de govern de la comunitat. És encapçalada pel president; els membres són designats directament pel president mateix de manera lliure amb notificació a l'Assemblea.
- el President de la Junta d'Extremadura és el president de la comunitat autònoma, cap de l'executiu i de govern. És elegit per l'Assemblea d'Extremadura d'entre els seus membres i és nomenat pel rei d'Espanya. El president dirigeix i coordina l'acció de la Junta d'Extremadura i ostenta la més alta representació de la comunitat i alhora l'ordinària de l'Estat espanyol a la comunitat.

El PSOE ha guanyat totes les eleccions d'Extremadura des de l'entrada en vigor de l'Estatut d'Autonomia el 1983 fins al 2011, quan el PP guanyà les eleccions, però sense majoria absoluta.
L'Assemblea d'Extremadura està formada per 65 diputats, 36 corresponen a Badajoz i 29 a Càceres. Per partits 32 pertanyen al PP, 30 al PSOE i 3 a IU.
Juan Carlos Rodríguez Ibarra (PSOE) fou el primer president, des de 1982 fins al 2007. A partir de 2007 i fins al 2011 va ser Guillermo Fernández Vara, del mateix partit i des de les eleccions autonòmiques de 2011 li succeeix en el càrrec l'ara president popular José Antonio Monago Terraza.

### Bandera
La bandera d'Extremadura, segons determina l'article 4-1 de l'Estatut d'Autonomia està formada per tres franges horitzontals iguals: la superior, de color verd, la central blanca, i l'inferior, negra.
Aquests colors tenen una explicació històrica: el color verd era el color emblemàtic de l'Ordre d'Alcàntara, dels quals els seus territoris i encomiendes es van estendre per gran part de les províncies de Càceres i Badajoz.
El color blanc era utilitzat en el pendó reial dels monarques lleonesos i castellans que van reconquistar la regió, tot incorporant-la a Castella. El color negre es va prendre de l'estendard dels reis aftàsides de Badajoz, que crearen un gran regne musulmà sobre la major part d'Extremadura, en el segle xi, i aportant una esplendor literària i cultural que mai abans va ser coneguda.

Escut oficial de la comunitat

### Escut
L'escut d'Extremadura és descrit al títol I de la Llei 4/1985, del 3 de Juny, <<de l'escut, la bandera i el Dia d'Extremadura>>.
| « | Es un escudo con boca a la española. Timbrado en coronel abierto; compuesto de ocho florones de hojas de acanto, visibles cinco, engastado en piedras preciosas. Escudo medio partido y cortado. En el primer cuartel, de Oro, un león rampante de gules linguado y uñado. En el segundo en campo de gules un castillo de oro mazonado de color sable. En el tercero en campo de azur dos columnas corintias de oro rodeadas de una cinta de plata con leyenda «Plus Ultra» cargada de letras de gules. En punta ondas de azur y plata. Sobre el todo un escusón de plata con una encina de sinople fustada. | » |

L'escut d'Extremadura ha de figurar a:
- Els edificis de la Comunitat Autònoma
- Les banderes d'Extremadura que s'exhibeixen en els edificis o establiments dels distints Organismes Públics situats en el territori de la Comunitat Autònoma d'Extremadura
- Els mitjans de transport oficial de les Institucions Autonòmiques.
- Els diplomes o títols de qualsevol classe, expedits per autoritats representives d'Institucions Autonòmiques.
- Els documents, impresos, segells i capçaleres d'ús oficial de les Institucions Autonòmiques.
- Les publicacions oficials de les Institucions Autonòmiques.
- Els distintius oficials, si n'hi ha, utilitzats per les autoritats representatives d'Institucions Autonòmiques.
- Els llocs o objectes d'ús oficial que pel seu caràcter especialment representatiu així ho determini.

Les mesures de l'escut estaran a proporció 5/6 pel que es refereix a la relació amplada-alçada.

## Divisió administrativa
Extremadura se subdivideix en dues províncies: la província de Badajoz i la província de Càceres ambdues presidides per una diputació. Aquestes, al seu torn, són dividides en municipis. Extremadura també es divideix en 24 comarques, encara que no són ens jurídics i llurs fronteres no són ben definides.

## Economia
- L'escassa industrialització i l'explotació agroramadera de la devesa ha permès conservar-hi, com a la veïna regió portuguesa d'Alentejo, un medi natural inexistent a la resta d'Europa i que constitueix un singular exemple d'explotació racional dels recursos naturals.

- Extremadura és una de les regions europees que majors esforços fa per a la seva incorporació en una Societat de la Informació per a tots.

- El més gran pes de l'economia d'Extremadura correspon al sector serveis (65%).

- El seu càpita correspon a menys de 13.000 euros.

- La regió té més de 400.000 afiliats a la Seguretat Social, segons les dades de 2007.

## Demografia

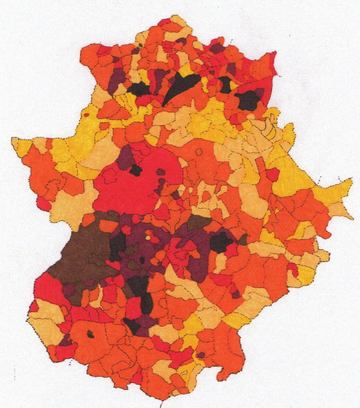
Mapa de densitat a Extremadura

La població d'Extremadura el 2006 era d'1.086.373 habitants (01/01/2006), i representa el 2,74% de la població espanyola de 44.708.964. La densitat de població és molt baixa, de 25,81 hab/km², inferior a la mitjana espanyola de 84,42 hab/km². La província més poblada és Badajoz amb 673.474 habitants i una densitat de població de 30,94 hab/km². Amb una superfície de 21.766 km² és la província més extensa d'Espanya. Càceres té una població de 412.899 habitants i una superfície de 19.868 km² és la segona més extensa d'Espanya. Els nuclis urbans més importants quant a població són Badajoz (143.748 hab), Càceres (90.218 hab), la conurbació Don Benito-Villanueva de la Serena (58.983 hab) i Mèrida (53.915).
La població extremenya, segons el cens de 1591 de les províncies de la corona de Castella era a l'entorn de 540.000 habitants, i representava el 8% del total d'Espanya. El 1717, la població era de només 326.358 habitants, molt inferior a causa de la massiva emigració d'extremenys a altres regions d'Espanya i a Amèrica. Des d'aleshores la població va començar a augmentar de manera constant, fins a la dècada de 1960 (1.379.072 habitants el 1960) i després va començar un decrement ràpid de la població.
Els 10 municipis més poblats d'Extremadura (INE 2010) són:
| Posició | Municipi                | Comarca            | Població |
| ------- | ----------------------- | ------------------ | -------- |
| 1       | Badajoz                 | Comarca de Badajoz | 150.376  |
| 2       | Càceres                 | Llanos de Cáceres  | 94.179   |
| 3       | Mèrida                  | Comarca de Mérida  | 57.127   |
| 4       | Plasència               | Valle del Jerte    | 41.447   |
| 5       | Don Benito              | Vegas Altas        | 36.227   |
| 6       | Almendralejo            | Tierra de Barros   | 33.975   |
| 7       | Villanueva de la Serena | La Serena          | 26.111   |
| 8       | Navalmoral de la Mata   | Campo Arañuelo     | 17.309   |
| 9       | Zafra                   | Zafra - Río Bodión | 16.433   |
| 10      | Montijo                 | Comarca de Mérida  | 16.279   |

## Cultura
El 8 de setembre se celebra el Dia d'Extremadura.

## Gastronomia extremenya

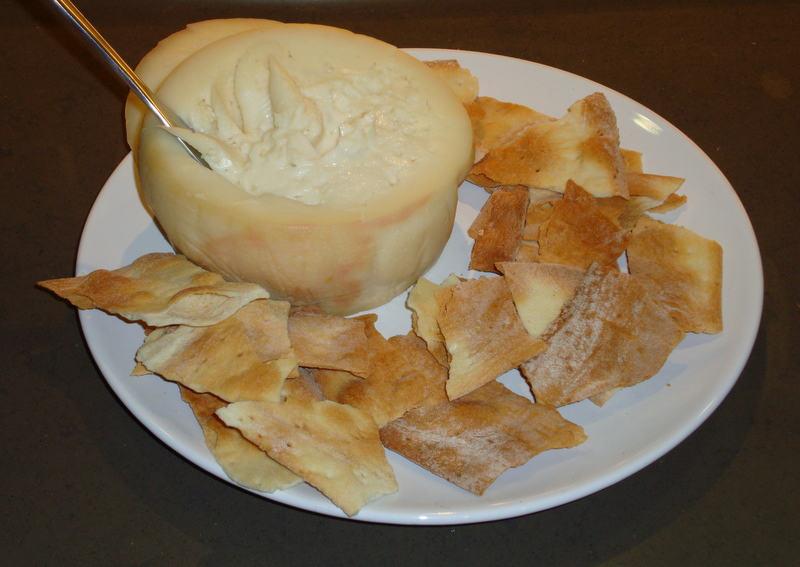
La Torta del Casar, un dels productes extremenys més coneguts.

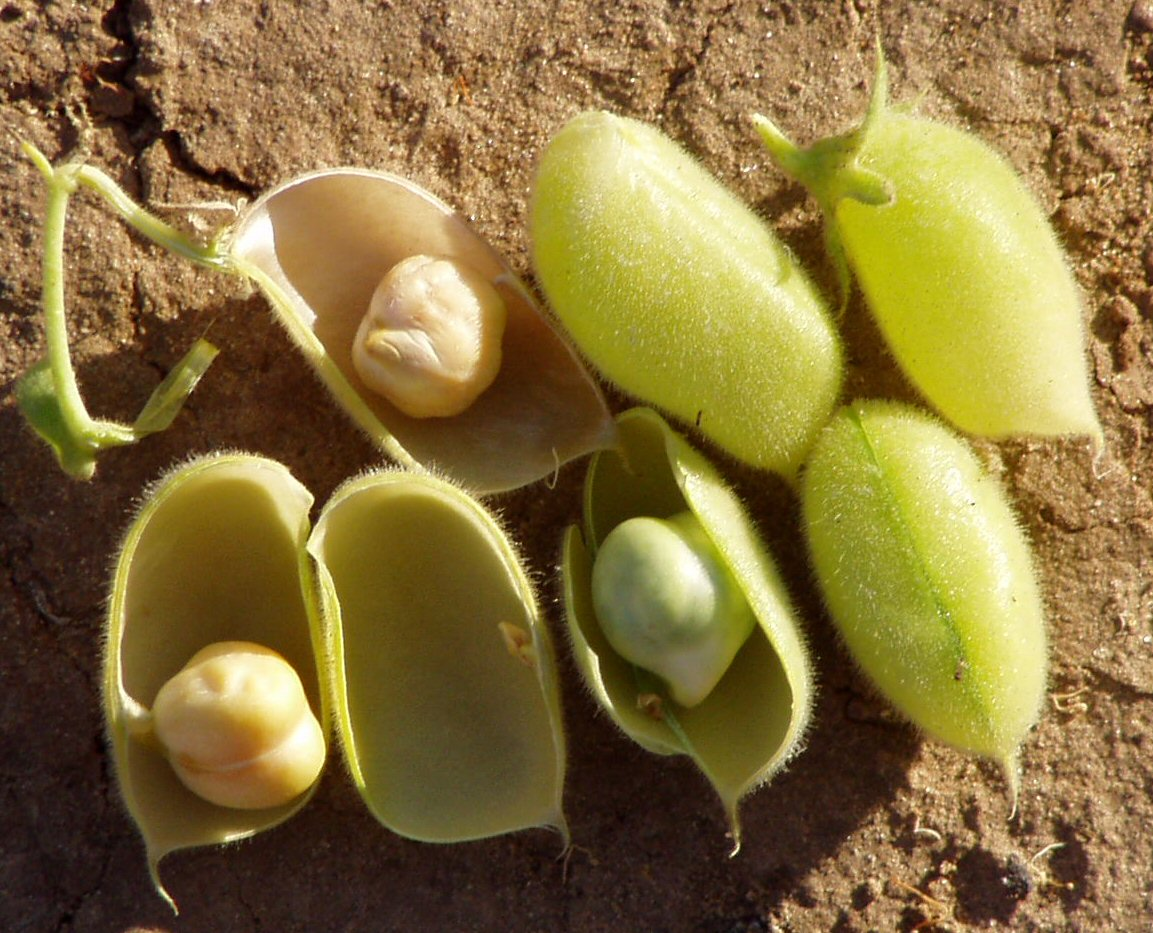
Una part important de la cuina extremenya està basada en els cigrons. Tradicionalment als nens extremenys els agradava menjar cigrons verds crus.

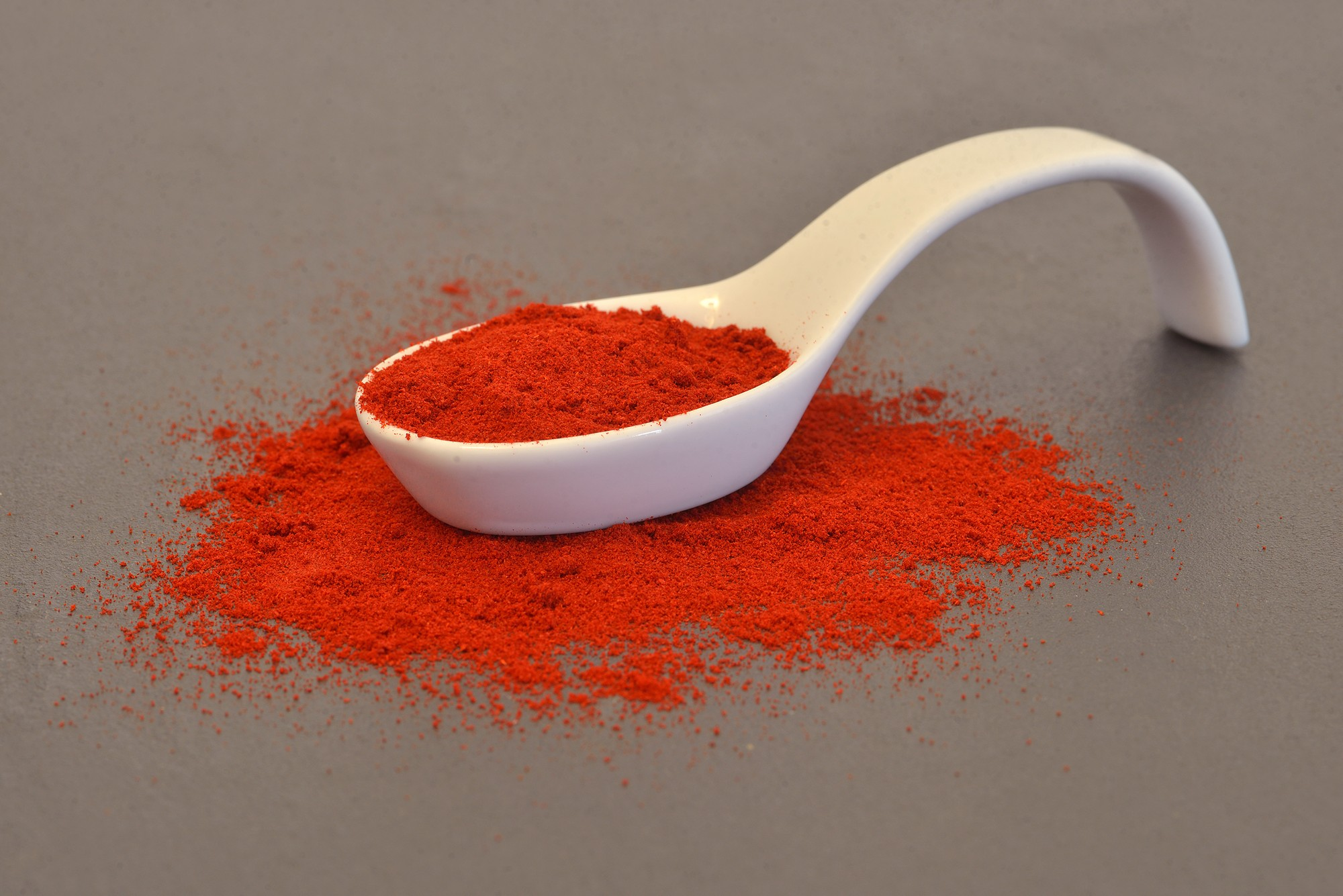
Pimentón de la Vera.

Extremadura és coneguda per les diferents preparacions del porc i del xai que es mengen acompanyades amb pa, com els callos con manos de cerdo, caldereta de cordero, cabrito en cuchifrito, frite de cordero i el cabrito a la hortelana.
La cuina d'extremadura inclou també altres carns com la gallina (un dels ingredients principals del cocido extremeño), la llebre (arroz con liebre), les granotes (ancas de ranas fritas ), peixos com la tenca (tencas fritas ) i la truita (truchas con jamón), i àdhuc el llangardaix (lagarto con tomate). Els condiments utilitzats amb més freqüència són el poliol, l'all, el llorer i l'anís o matafaluga (Pimpinella anisum).
Entre els plats populars bàsics dominen els basats en cigrons, les mongetes, les patates, la carbassa les castanyes, la ceba i els pebrots. Cal mencionar el cocido extremeño, el potaje de garbanzos y judías blancas, la sopa blanca de ajos, el potaje de castañas secas, les habichuelas i l'olla con "asaura".
Hi ha aliments ancestrals extremenys que segueixen sent àpats comuns en moltes famílies com les migas i gachas, àpats molt antics, entre les quals destaquen les migas con torreznos.
La chanfaina a Extremadura no té res a veure amb el plat català de nom similar. És un guisat fet amb fetge, cervell, cor i ronyons de xai amb un sofregit a base de llorer, alls, pa i ous durs.
Els embotits extremenys tasten d'una manera especial com la morcilla «Felisa» (a base de sang amb ceba), morcillas de cabezá, morcillas patateras, morcillas de carbassa, les «chacinas», el llom y el pernil curats, llonganissa i xoriços.
Els dolços locals sovint preparats a base de la mel local, mantega de porc, farina i oli, inclouen bunyols, magdalenas, perrunillas, galletas, rosquillas de vino, roscas fritas, coquillos de miel, hojuelas con miel, gachas extremeñas, bollos fritos, floretas, socochones hurdanos i les jeringas.

### Torta del Casar
La Torta del Casar és un formatge espanyol amb DOP d'àmbit europeu pel Reglament (CE) 1491/2003 de la Comissió Europea. Es tracta d'uns dels formatges extremenys més coneguts.
S'elabora amb llet crua d'ovella merina i entrefina. Es qualla amb card silvestre (Cynara cardunculus) entre 28º i 32 °C i durant un temps de 50 a 80 minuts, el que aconsegueix que es mantingui en el seu interior una crema quasi líquida que és la característica principal d'aquest formatge.
Després de quallar la llet, es talla fins a tindre grans molt fins, tipus gra d'arròs. Després es fica la quallada en motlles cilíndrics i es premsa durant 3-8 hores. La salaó que pot ser humida o seca, utilitzant-se exclusivament clorur sòdic. A continuació, es deixa madurant mínimament durant uns 60 dies, en condicions de 4º a 12º de temperatura i entre un 75 i un 90% d'humitat relativa.
A les etiquetes, contraetiquetes i altres sistemes destinats a identificar els productes emparats han de destacar el nom i logotip de la denominació d'origen protegida «Torta del Casar», així com totes aquelles indicacions que estipuli la legislació vigent de la matèria.
Per consumir-la comunament se li rebena la capa superior i s'unta la crema del seu interior en el pa. Per abrir la Torta es recomana tallar la capa dura de dalt a manera de tapadora, de tal forma que quan s'hagi acabat de consumir pugui tapar-se perquè no es ressequi.
És preferible no guardar-la al frigorífic, ara bé un rebost o un armari no molt càlid és un lloc idoni per gaudir la Torta del Casar. Però si no és possible, es guarda a la nevera i es treu una estona abans de l'hora prevista del seu consum perquè prengui la temperatura.
També es pot elaborar una Torta de carn amb les restes del formatge ja acabat i introduint carn picada fregida i ceba fregida en el seu interior. Una vegada fet això, s'introdueix al forn a 200º entre 10 i 15 minuts.